# William Allardyce
Sir William Lamond Allardyce, né le 14 novembre 1861 à Bombay et mort le 9 juin 1930 à Wokingham, est un gouverneur colonial britannique.

## Biographie

### Jeunesse et carrière coloniale aux Fidji
Fils d'un chirurgien colonel dans l'armée britannique en Inde, il est scolarisé à Aberdeen puis à Oxford. Il est bon élève, et s'avère être un excellent joueur de cricket. 
Il entre dans l'administration coloniale dès l'âge de 18 ans, envoyé comme clerc dans l'administration provinciale de la jeune colonie des Fidji. Il y gravit rapidement les échelons de l'administration, s'intéresse en autodictate à l'histoire des Fidji et à la langue fidjienne, et épouse une Australienne dont il a deux filles, à qui le couple donne des prénoms fidjiens. Il rédige par ailleurs une histoire du Royaume-Uni en fidjien, crée et dirige de 1890 à 1899 le premier journal en langue fidjienne (Na Mata), et initie la fondation du musée précurseur au musée des Fidji, à Suva. Il est promu secrétaire colonial en 1902 et, d'août à octobre, exerce par intérim la fonction de gouverneur de la colonie (entre le départ de George O'Brien et l'arrivée de Henry Jackson) ; il est alors fait compagnon de l'ordre de Saint-Michel et Saint-Georges,.

### Gouverneur des îles Falkland
De 1904 à 1915 il est le gouverneur des îles Falkland. Il pose « les fondements des services sociaux » des îles Falkland avec l'ouverture du premier hôpital, du premier centre de soins infirmiers et de la première école d'enseignement secondaire. S'intéressant là aussi à l'histoire du territoire qu'il gouverne, il publie en 1909 un court ouvrage, The Story of the Falkland Islands 1500-1842, traçant l'histoire des îles du XVIe siècle au XIXe siècle ; son épouse, quant à elle, préside à la création d'une bibliothèque et d'un musée en annexes à l'hôtel de ville de Stanley. En tant que gouverneur, Sir William Allardyce fait également établir en 1912 une liaison radio entre les îles et l'Amérique du Sud. Dans un souci de conservation, il régule la chasse aux phoques et aux baleines en Géorgie du Sud-et-les îles Sandwich du Sud, îles rattachées administrativement aux Falkland, et restreint les activités des baleiniers.
En 1910, en réponse à une lettre du bureau des Colonies à Londres proposant de céder les îles Orcades du Sud (en Antarctique) à l'Argentine, il exprime sa ferme opposition, considérant que cela ne ferait qu'encourager le gouvernement argentin à contester la souveraineté britannique sur toutes les îles britanniques de l'Atlantique sud,,.
À l'entame de la Première Guerre mondiale, il fait créer un système d'observation avancée pour le prévenir d'une éventuelle arrivée de navires de guerre allemands. La bataille des Falklands, le 8 décembre 1914, voit les huit navires de guerre britanniques alloués à la défense des îles repousser l'attaque de cinq navires allemands.
La chaîne d'Allardyce, sur l'île antarctique de Géorgie du Sud, est nommée en son honneur, tandis que le cap de Constance et le mont Constance sur cette même île rendent hommage à son épouse.

### Gouverneur de Tasmanie
Gouverneur des Bahamas de 1915 à 1920, il y poursuit « sa large gamme d'intérêts culturels et philanthropiques » et est fait chevalier commandeur de l'ordre de Saint-Michel et Saint-Georges en 1919, l'année où décède son épouse. D'avril 1920 à janvier 1922, il est le gouverneur de Tasmanie. Il arrive en poste à un moment où la classe politique de cet État australien envisage d'abolir la fonction de gouverneur ; en septembre, une motion déposée dans ce sens à l'Assemblée de Tasmanie recueille autant de voix pour que de voix contre, ce qui amène le président de l'Assemblée à départager cet ex aequo en votant contre. William Allardyce entretient de bons rapports avec le Premier ministre de Tasmanie, Walter Lee (en), mais démissionne de sa fonction pour protester contre la très faible rémunération que lui accorde le Parlement de Tasmanie.

### Gouverneur de Terre-Neuve
Gouverneur de Terre-Neuve de 1922 à 1928, il a un rôle essentiellement symbolique dans ce dominion indépendant mais toujours membre de l'Empire britannique. Il encourage néanmoins le gouvernement de Terre-Neuve à prendre des mesures concrètes face aux « problèmes sociaux profondément ancrés » dans le pays, tandis que son épouse en secondes noces fonde une association qui envoie des médecins et des infirmiers dans les communautés rurales isolées,. Fait chevalier grand-croix de l'ordre de Saint-Michel et Saint-Georges en 1927, il prend sa retraite en 1928 et meurt deux ans plus tard dans le comté du Berkshire en Angleterre.
Sa veuve lègue au British Museum une importante collection de cinquante-six objets (outils, parures, photographies) qu'il a acquis aux Fidji ainsi que dans d'autres colonies britanniques du Pacifique : aux Kiribati, en Nouvelle-Guinée, aux îles Salomon et aux Nouvelles-Hébrides,.